# 帕特里克·羅歇
帕特里克·羅歇（法語：Patrick Roger，法語發音：[patʁik ʁɔʒe]；1968年7月9日—），生於中央-羅亞爾河谷大區盧瓦-謝爾省的勒普瓦莱，是法國一位巧克力師。

## 生平
帕特里克·羅歇為麵包師父的兒子，對於食材從小就耳濡目染，15歲的時候在沙托丹向同時擁有麵包師和糕點師的莫里斯·布萊（法語：Maurice Boulay）學藝，18歲的時候前往巴黎到皮埃爾·莫迪（法語：Pierre Mauduit）的店工作學藝。1997年他已經在糕點行業有10年的歷練，於是到上塞納省的索鎮創業，2000年帕特里克·羅歇33歲的時候，在勞動部（法語：Ministère du Travail）的法國工匠大獎當中，以第二組第六類的巧克力與糕點類組獲獎，當時他用巧克力雕塑一個可可豆種植者，因而脫穎而出獲得獎勵。
帕特里克·羅歇除了原先索鎮的創業門市以外，他在巴黎有七個門市、聖日耳曼昂萊有一個門市、比利時的布魯塞爾也有一個門市。

### 獲獎
- 2000年：法國最佳工匠獎（法語：Meilleur ouvrier de France）
- 2018年：法國榮譽軍團勳章
- 2022年：觀點周刊：2022巴黎精品巧克力大賽第一名：帕特里克·羅歇的《蛋型黑巧克力》[4]

### 聯名創作
2017年帕特里克·羅歇和德國行李箱品牌日默瓦聯名合作，推出帕特里克·羅歇品牌招牌色系的行李箱，使得帕特里克·羅歇更跨足到時尚產業。

### 著作
- 2007年：《Fort en chocolat》（濃烈巧克力）
- 2012年：《L'Art et la matière》（藝術與物質）
- 2012年：《En quête de chocolat》（尋找巧克力）
- 2015年：《La sculpture a du goût》（雕塑的滋味）
- 2018年：《Sculptures》（雕塑）

## 相關連結
- 帕特里克·羅歇官方網站 （页面存档备份，存于）
- 帕特里克·羅歇臉書粉絲專頁 （页面存档备份，存于）